# Kazimierz Baran (profesor)
Kazimierz Baran (ur. 1944) – polski anglista i historyk prawa, profesor, były kierownik Katedry Powszechnej Historii Państwa i Prawa Wydziału Prawa i Administracji Uniwersytetu Jagiellońskiego. Specjalizuje się w dziejach prawa i konstytucjonalizmu anglo-amerykańskiego. Ponadto jest tłumaczem przysięgłym języka angielskiego.

## Przebieg kariery naukowej
- W 1967 roku ukończył studia prawnicze na Wydziale Prawa i Administracji UJ.
- W 1969 roku ukończył studia anglistyczne na Uniwersytecie Jagiellońskim
- W 1976 roku uzyskał stopień naukowy doktora nauk prawnych.
- W 1995 roku uzyskał stopień naukowy doktora habilitowanego nauk prawnych.
- W 2002 roku uzyskał tytuł naukowy profesora.

## Publikacje
- Książki
  - High treason in England until the end of the Stuart Era, Zeszyty Naukowe UJ, DCX Prace Prawnicze, Zeszyt 96, Warszawa-Kraków 1982.
  - Strony procesowe przed angielskimi sądami karnymi doby Tudorów i wczesnych Stuartów, Kraków 1994.
  - Z dziejów prawa karnego Anglii. Między Renesansem a Oświeceniem, Wydawnictwo Uniwersytetu Jagiellońskiego, Kraków 1996.
  - Dzieje przestępstw politycznych w Anglii. Między średniowieczem a współczesnością, Wydawnictwo Uniwersytetu Jagiellońskiego, Kraków 2000.

- Artykuły (wybrane)
  - Stosunek wasalczy w świetle praw i literatury anglosaskiej Brytanii, Czasopismo Prawno-Historyczne, vol. XXII, zeszyt 2, 1970.
  - Impeachment a początki odpowiedzialności politycznej ministrów w Anglii, Zeszyty Naukowe UJ, Prace Prawnicze, Zeszyt 51, 1971.
  - Prefect Judei w czasach Tyberiusza, Tygodnik Powszechny, nr 13, 1980.
  - Rozwój angielskiego systemu rządów parlamentarnych a Konstytucja 3 Maja 1791 r. w Polsce, (wraz z A. Partyką) Zeszyty Naukowe UJ, Prace Prawnicze, Zeszyt 97, 1982.
  - Die Ausbreitung des Vasalitätbeziehung und die Rechtsstellung des Vassalen im angelsächsisschen England, Vorträge zur Geschichte des Privatrechts in Europa, Frankfurt nad Menem 1981.
  - Legal history in Poland. Research and instruction. Past and present, Rättshistoria i förändring, Legal history in change, Lund 2002.
  - Procedure in Polish-Lithuanian parliament from the sixteenth to eighteenth centuries, Parliaments, Estates and Representation, 22 Nov. 2002, International Commission for the History of Representative and Parliamentary Institutions, Ashgate Publishing Ltd 2002.